# My Jamaican Guy
 My Jamaican Guy  è un singolo della cantante giamaicana Grace Jones pubblicato nel 1983.

## Descrizione
Il brano, tratto dall'album Living My Life, è stato scritto dalla stessa Jones e fu pubblicato su 45 giri per il solo mercato europeo, asiatico e australiano, in contemporanea con Cry Now, Laugh Later, distribuito sul mercato americano e canadese.
Il brano, scritto prevalentemente in lingua creola giamaicana, con un arrangiamento reggae/dub ispirato alla musica caraibica, è una dedica al tastierista di Bob Marley & The Wailers Tyrone Downie. La cantante ha infatti rivelato in un'intervista del 2010 per il The Guardian: "Lui era fidanzato con qualcun altro. Era un ragazzo bellissimo. Non sa nemmeno che questa canzone l'abbia scritta per lui". 
Ai cori del brano era presente la madre della Jones, moglie di un pastore evangelico, ma non fu accreditata per non turbare gli anziani della chiesa di cui faceva parte.
Per la versione giapponese del singolo, Everybody Hold Still compare sul lato B. La versione americana del 12" contiene una versione più estesa rispetto a quella dell'album. La versione inglese invece contiene una versione estesa del brano in cui i primi quattro minuti sono identici alla versione dell'album, mentre gli ultimi tre minuti si trasformano in una versione strumentale remixata. Nonostante sia incisa come traccia unica su disco, i titoli dei brani vengono accreditati separatamente sulla copertina del vinile come My Jamaican Guy e J. A. Guys (Dub).

## Video musicale
La copertina del singolo ed il videoclip ufficiale furono realizzati da Jean-Paul Goude, all'epoca compagno della cantante.

## Tracce
- 7" single[6][7]

A. "My Jamaican Guy" – 3:36
B. "Cry Now, Laugh Later" – 4:25
- Japanese 7" single[8]

A. "My Jamaican Guy" – 3:14
B. "Everybody Hold Still" – 3:09
- Australian 7" single[9]

A. "My Jamaican Guy" – 3:37
B. "J. A. Guys" (Dub) – 3:48
- 12" single[10]

A1. "My Jamaican Guy" – 4:05
A2. "J. A. Guys" (Dub) – 3:11
B. "Cry Now, Laugh Later" – 5:55

## Classifiche
| Classifica (1983) | Posizione massima |
| ----------------- | ----------------- |
| Nuova Zelanda     | 39                |
| Regno Unito       | 56                |